# Juan Burgueño
Juan Burgueño Pereira (Montevideo, Uruguay, 4 de febrero de 1923-21 de septiembre de 1997) fue un futbolista uruguayo que jugaba como centrocampista o delantero. 

## Selección nacional
Fue internacional con la selección uruguaya en 4 ocasiones. Hizo su debut el 29 de marzo de 1947 en un amistoso contra Brasil en São Paulo, que terminó en un empate sin goles. Fue campeón del mundo en 1950, pese a no haber jugado ningún partido durante el torneo.

### Participaciones en Copas del Mundo
| Mundial                        | Sede   | Resultado | Partidos | Goles |
| ------------------------------ | ------ | --------- | -------- | ----- |
| Copa Mundial de Fútbol de 1950 | Brasil | Campeón   | 0        | 0     |

## Clubes
| Club        | País      | Año       |
| ----------- | --------- | --------- |
| Sud América | Uruguay   | 1946      |
| Atlanta     | Argentina | 1947-1948 |
| Danubio     | Uruguay   | 1948-1955 |

## Palmarés

### Torneos internacionales
| Título                 | Club    | Sede   | Año  |
| ---------------------- | ------- | ------ | ---- |
| Copa Mundial de Fútbol | Uruguay | Brasil | 1950 |

### Distinciones individuales
| Distinción                                                   | Año  |
| ------------------------------------------------------------ | ---- |
| Máximo goleador de la Segunda División de Uruguay (15 goles) | 1946 |